# Stonogobiops
Stonogobiops ist eine Gattung kleiner Grundeln (Gobiidae). Die Fische leben im tropischen Indischen Ozean und im westlichen Pazifik im flachen Wasser auf Sandböden zwischen Korallenriffen. 

## Merkmale
Sie zählen zu den Partnergrundeln und leben immer paarweise mit kleinen Knallkrebsen der Gattung Alpheus (meist Alpheus randalli) zusammen in Wohnröhren im Sand. Ihr Körper hat bei weißer Grundfarbe schwarze, braune oder rote Längs- oder Querstreifen. Die ersten Flossenstrahlen an der ersten hartstrahligen Rückenflosse sind verlängert. Die einzelnen Arten werden 3,5 bis 6 Zentimeter lang.
Stonogobiops ernährt sich wie die meisten anderen Grundeln von Zooplankton.

## Arten
- Draculagrundel (Stonogobiops dracula) Polunin & Lubbock, 1977
- Stonogobiops medon Hoese & Randall, 1982
- Fadengrundel (Stonogobiops nematodes) Hoese & Randall, 1982
- Stonogobiops pentafasciata Iwata & Hirata, 1994
- Gelbschnauzengrundel (Stonogobiops xanthorhinica) Hoese & Randall, 1982
- Yasha Grundel (Stonogobiops yasha) Yoshino & Shimada, 2001